# Larinia tamatave
Larinia tamatave là một loài nhện trong họ Araneidae.
Loài này thuộc chi Larinia. Larinia tamatave được Manfred Grasshoff miêu tả năm 1971.